# آبشار وینیمیک
آبشار وینیمیک (به انگلیسی: Whinnimic Falls) آبشاری است که در ایالت واشینگتن، ایالات متحده آمریکا واقع شده و ارتفاع کلی ریزشگاه آن ۳۵۰ فوت (۱۱۰ متر) است.